# Nodaviridae
Nodaviridae — родина одноланцюгових позитивних РНК-вірусів. Вірусна частинка не містить суперкапсиду.
Назва родини та типового роду походить від села Нодамура в Японії, де був уперше виділений перший представник родини з комара Culex tritaeniorhynchus.
Геном представлений двома молекулами РНК, одна з яких кодує РНК-залежну РНК-полімеразу, а друга — білок капсиду.
Альфанодавіруси переважно паразитують у клітинах комах, натомість бетанодавіруси інфікують риб.